# Trușești
Trușești est une commune du județ de Botoșani en Roumanie.